# 自習室

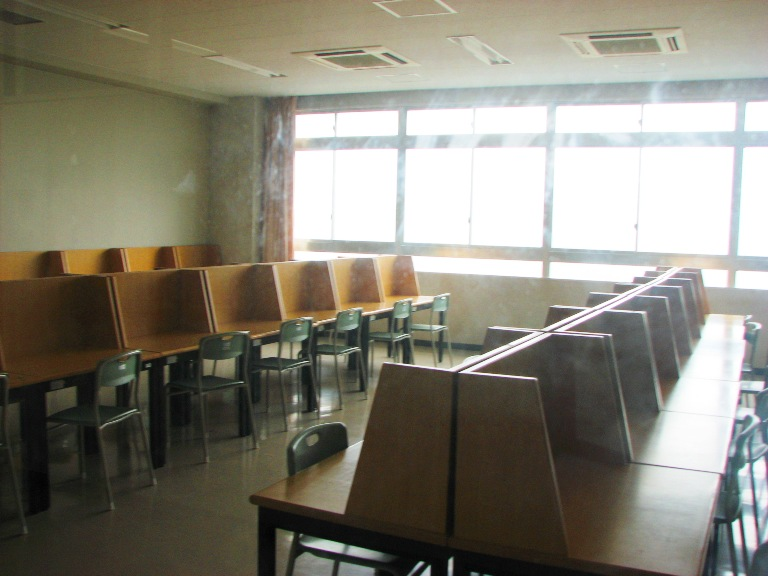
都立国分寺高校の自習室

自習室（じしゅうしつ）とは、自習用に設けられた専用の部屋である。個人ごとで机に仕切りがあるタイプと、ないタイプがある。

## 概要
自習室が設置されている日本の主な施設は、図書館などの公共施設や学校や学習塾などの教育機関等である。
公共施設の場合は無償であることが多いが、学習塾は塾に通う塾生に限られることが多く実質有料である。また、都市部のサラリーマンなどが利用するレンタル自習室なども有料の施設である。
大韓民国では読書室と呼ぶ、有料の自習室ビジネスが存在する。

## 自習室のバリエーション
- 2023年、神奈川県開成町議会では、議場を夏休み期間の自習室として開放することとした。近い将来、選挙権を持つであろう中・高生らに行政や議会への関心を高めてもらう狙い[2]。